# Wyche Fowler
Wyche Fowler (Atlanta, 1940. október 6. –) az Amerikai Egyesült Államok szenátora (Georgia, 1987–1993).